# Masakry na tle etnicznym w Burundi (1991)
Masakry na tle etnicznym w Burundi w 1991 roku – masowe mordy na ludności Hutu dokonywane w Burundi na przełomie listopada i grudnia 1991 przez armię oraz służby bezpieczeństwa zdominowane przez członków rządzącej mniejszości Tutsi.
Hutu stanowili najliczniejszą grupę etniczną w Burundi, lecz od 1965 roku władza, przywileje i bogactwo były zastrzeżone wyłącznie dla przedstawicieli mniejszości Tutsi. W 1988 roku prezydent Pierre Buyoya zainicjował ostrożny proces demokratyzacji, czego skutkiem był m.in. powrót tysięcy uchodźców oraz wzrost wolnościowych aspiracji Hutu. Korzystając z powstałego fermentu politycznego członkowie radykalnej organizacji PALIPEHUTU rozpoczęli pod koniec listopada 1991 zbrojne powstanie, które szybko zostało jednak stłumione przez rządową armię i służby bezpieczeństwa. Ataki PALIPEHUTU, a w szczególności odwetowe masakry dokonywane przez wojsko i policję, pochłonęły około 3 tysiące ofiar (w większości Hutu). Kryzys z jesieni 1991 nie zdołał jednak zahamować procesu demokratyzacji.

## Tło społeczno-historyczne
Burundi, podobnie jak sąsiednia Rwanda, uzyskało niepodległość 1 lipca 1962 roku. Brzemienny wpływ na losy obu państw wywarł narastający antagonizm pomiędzy zajmującą tradycyjnie wyższą pozycję społeczną mniejszością Tutsi a dominującymi liczebnie Hutu. W Rwandzie narastające napięcia na tle etnicznym doprowadziły ostatecznie do wybuchu krwawego powstania ludowego (1959–1962), które przyniosło obalenie tamtejszej monarchii Tutsi oraz utworzenie całkowicie zdominowanej przez Hutu republiki. Z kolei Burundi, gdzie hierarchia społeczna oraz podziały etniczne były o wiele mniej sztywne i znacznie bardziej skomplikowane niż w sąsiednim państwie, rozpoczęło niepodległy byt jako monarchia konstytucyjna, w której duże wpływy zachowali Tutsi. Pod wpływem szeregu czynników relacje pomiędzy obiema grupami etnicznymi szybko uległy jednak gwałtownemu pogorszeniu. Nieudany zamach stanu, przeprowadzony przez grupę oficerów Hutu w październiku 1965, umożliwił kontrolowanej przez Tutsi armii zdobycie dominującego wpływu na sprawy państwa. Po kilkumiesięcznym okresie trudnej koabitacji wojsko obaliło monarchię i proklamowało powstanie tzw. Pierwszej Republiki (28 listopada 1966). Na czele państwa stanął dotychczasowy premier i minister obrony – kapitan Michel Micombero.
W kolejnych latach wojskowy reżim systematycznie ograniczał wpływy Hutu w życiu politycznym, siłach zbrojnych i administracji. W kwietniu 1972 radykalni politycy Hutu wywołali z pomocą kongijskich najemników zbrojne powstanie w południowych prowincjach kraju, w trakcie którego zamordowano od kilkuset do kilku tysięcy Tutsi. Rebelia została jednak szybko stłumiona przez rządową armię, a represje wobec jej sympatyków przekształciły się w planową i systematyczną eksterminację elity społecznej Hutu. Od końca kwietnia do września 1972 zamordowano w Burundi od 100 tys. do 300 tys. Hutu, a co najmniej 150 tys. zmuszono do ucieczki z kraju. Był to pierwszy odnotowany przypadek ludobójstwa w historii postkolonialnej Afryki. Rzezie z 1972 roku ostatecznie utwierdziły status Tutsi jako warstwy dominującej. Przez następnych 16 lat władza, wpływy, przywileje i bogactwo były zastrzeżone wyłącznie dla przedstawicieli tej grupy etnicznej, podczas gdy Hutu blokowano dostęp do edukacji oraz pozbawiano ich możliwości służby w strukturach militarnych lub pracy w administracji państwowej.
W obozach dla uchodźców na terenie Tanzanii i Rwandy, gdzie po ludobójstwie 1972 roku schroniły się dziesiątki tysięcy Hutu, pielęgnowano nienawiść wobec Tutsi i postawy odwetowe. Tworzyły się tam radykalne organizacje Hutu, których bojownicy dokonywali zbrojnych rajdów na terytorium Burundi. Reakcje rządowej armii były zazwyczaj bardzo brutalne. Po jednym z ataków partyzantów Hutu burundyjskie wojsko zbombardowało kilka miejscowości na terytorium Tanzanii, powodując śmierć ok. 70 osób (1973). Burundyjska armia dokonywała także odwetowych pacyfikacji wiosek Hutu w strefie przygranicznej. W kwietniu 1980 w Mishamo na terytorium Tanzanii, gdzie od 1972 roku funkcjonował jeden z największych obozów dla uchodźców Hutu, Rémi Gahutu założył ugrupowanie o nazwie Parti de Libération du Peuple Hutu (PALIPEHUTU). Stało się ono wkrótce najsilniejszym i najbardziej radykalnym ugrupowaniem ekstremistów Hutu.
3 września 1987 w Burundi miał miejsce zamach stanu, w wyniku którego władzę w państwie objął major Pierre Buyoya. Bezkrwawy pucz sprawiał z pozoru wrażenie klasycznego przewrotu pałacowego, gdyż Buyoya wywodził się z Tutsi oraz pozostawał od lat członkiem ścisłej elity władzy. Niemniej nowy prezydent zainicjował pewne reformy zmierzające do liberalizacji systemu politycznego. Po latach rządów „twardej ręki”, które charakteryzowały jego poprzedników, umiarkowana „odwilż” wzbudziła wśród mas Hutu ogromne nadzieje na poprawę swojego losu. Gesty wykonywane przez Buyoyę nie miały jednak większego przełożenia na postępowanie lokalnych urzędników i notabli. Prezydent nie miał zresztą zamiaru dokonywać żadnych reform, które zagroziłyby monopolowi Tutsi w armii i systemie władzy. Rozdźwięk między rozbudzonymi nadziejami Hutu a rzeczywistością sprawił, że napięcie polityczne w Burundi zaczęło szybko rosnąć. W sierpniu 1988 w gminach Ntega i Marangara na północy kraju wybuchło spontaniczne powstanie Hutu, wywołane prowokacjami lokalnych urzędników Tutsi oraz obawami przed powtórzeniem się ludobójstwa z 1972 roku. W trakcie kilkudniowych zamieszek zostało zabitych kilkuset Tutsi, w tym liczne kobiety i dzieci. W odwecie rządowa armia zamordowała od 15 tys. do 30 tys. Hutu, a kolejnych 50 tys. zmusiła do ucieczki z kraju.
Masakry w Ntega i Marangara wywołały oburzenie światowej opinii publicznej. W obawie przed międzynarodową izolacją oraz sankcjami ekonomicznymi, Buyoya był zmuszony podjąć daleko idące reformy. W październiku 1988 roku powołana została 24-osobowa Narodowa Komisja do Zbadania Kwestii Jedności Narodowej, w której przedstawiciele Hutu i Tutsi zajęli równą liczbę miejsc. Jednym z zadań komisji było zbadanie przyczyn i przebiegu masakr w Ntega i Marangara oraz opracowanie rekomendacji, które posłużyć miały budowie narodowej jedności. Buyoya dokonał również daleko idących zmian w swoim rządzie. Adrien Sibomana – były gubernator prowincji Muramvya, z pochodzenia Hutu – został mianowany premierem, podczas gdy liczbę ministrów Hutu zwiększono z sześciu do dwunastu. Tym samym po raz pierwszy od 1965 roku Burundi miało rząd, którego premier oraz połowa ministrów wywodziła się z Hutu. Na mocy referendum z lutego 1991 przyjęta została „Karta Jedności Narodowej”. Rozpoczęto także prace nad nową konstytucją. Zainicjowana przez Buyoyę liberalizacja systemu politycznego napotykała jednak na opór ze strony ekstremistów z obu grup etnicznych. Radykałowie Tutsi byli przeciwni jakimkolwiek ustępstwom na rzecz Hutu, podczas gdy ekstremiści Hutu odrzucali każdy kompromis, który nie gwarantował ich rodakom pełnej i niepodzielnej władzy w państwie.

## Sytuacja polityczna w przededniu kryzysu
10 marca 1989 pięciu oficerów armii oraz pięciu cywilów zostało aresztowanych pod zarzutem przygotowywania zamachu stanu. Pięć dni później pod tym samym zarzutem aresztowanych zostało kolejnych dziewięciu wojskowych. Wszyscy zatrzymani wywodzili się z Tutsi i należeli do klanu Bayanzi – tego samego, do którego należał obalony przez Buyoyę prezydent Jean-Baptiste Bagaza. Prawdopodobnie głównym celem domniemanego spisku było umożliwienie byłemu prezydentowi powrotu do władzy – choć przynależność klanowa pokrywała się również w tym wypadku z podziałem wzdłuż linii „umiarkowani” – „ekstremiści”. Ze względu na fakt, iż po utracie władzy Bagaza znalazł azyl w Libii, pojawiły się podejrzenia, iż spiskowców wspierały tajne służby  Mu’ammara al-Kaddafiego. W rezultacie rząd Burundi nakazał personelowi libijskiej ambasady opuszczenie kraju w ciągu 48 godzin. Buyoya przeprowadził również szeroko zakrojoną czystkę, w wyniku której członków klanu Bayanzi usunięto ze wszystkich ważniejszych stanowisk w rządzie i siłach zbrojnych.
Tymczasem Hutu – zarówno umiarkowani, jak i radykalni – korzystając z trwającej liberalizacji starali się badać granice tolerancji reżimu Buyoyi. Latem 1990 napięcie polityczne w Burundi znacząco wzrosło. Jego źródłem stała się zwłaszcza kwestia dostępu do ziemi uprawnej. Burundi będąc bowiem jednym z najgęściej zaludnionych państw Afryki (214 osób na km² według danych z 1995) posiadało jednocześnie jeden z najwyższych odsetków ludności utrzymujących się z pracy na roli. Chroniczny deficyt ziemi uprawnej znacząco podsycał antagonizmy etniczne, zwłaszcza gdy wziąć pod uwagę fakt, że w latach 1965–1987 znaczne areały gruntów rolnych należących do Hutu zostały zagarnięte przez wywodzących się z Tutsi członków elity władzy oraz ich klientów. Liberalizacja polityki reżimu zachęciła wielu Hutu do podjęcia starań o odzyskanie zagrabionej ziemi. Mnożyły się przy tym akty obywatelskiego nieposłuszeństwa, z których najbardziej znanym stała się tzw. sprawa Ruvyiro. Nierzadko dochodziło również do aktów przemocy. W sierpniu 1990 zbrojne grupy zorganizowane w obozach dla uchodźców Hutu w Tanzanii – liczące od 50 do 200 bojowników uzbrojonych w pałki, maczety i broń palną – wkroczyły na terytorium Burundi i zaatakowały obóz wojskowy w Mabanda w prowincji Makamba. W walce zginęło wówczas trzech żołnierzy i czterech napastników. Za atakiem stało radykalne ugrupowanie Ubumwe, kierowane przez niejakiego Karumbę. Z kolei 27 czerwca 1991 w Bużumburze miał miejsce strajk taksówkarzy i pracowników sektora transportowego, zakończony aresztowaniem dziesiątek Hutu.
Zagrożone niepokojami były w szczególności północno-zachodnie prowincje Cibitoke i Bubanza, położone nad granicą z Rwandą. Już na długo przed kryzysem z jesieni 1991 były one uważane za prowincje szczególnie trudne do zarządzania oraz podatne na propagandę ekstremistów Hutu. Na początku lat 90. na terenie obu prowincji osiedliło się wielu uchodźców Hutu powracających z obozów w Zairze i Rwandzie. Osiedlali się tam również uchodźcy powracający z obozów w Tanzanii. Wraz z nimi do Cibitoke i Bubanzy przedostało się wielu zakonspirowanych aktywistów PALIPEHUTU, co umożliwiło temu ugrupowaniu zorganizowanie podziemnych siatek w obu prowincjach. Na wzrost napięcia w regionie mógł również wpłynąć wybuch wojny domowej w sąsiedniej Rwandzie. W październiku 1990 uchodźcy Tutsi zrzeszeni w Rwandyjskim Froncie Patriotycznym (RPF) dokonali bowiem z terytorium Ugandy inwazji na rządzoną przez Hutu Rwandę. Wybuch konfliktu przełożył się na gwałtowny wzrost antagonizmów etnicznych; w licznych pogromach zginęły wówczas setki rwandyjskich Tutsi. Rząd w Kigali zdawał sobie przy tym sprawę, że władze Burundi nie uczyniły nic, aby zapobiec zaciąganiu się w szeregi RPF zamieszkujących licznie w tym kraju uchodźców Tutsi z Rwandy. Nie jest więc wykluczone, że w tych okolicznościach lokalni urzędnicy rwandyjscy dali PALIPEHUTU wolną rękę do organizowania z terytorium Rwandy akcji zbrojnych wymierzonych w rząd Burundi oraz w tamtejszych Tutsi.

## Masakry z jesieni 1991 roku
Rząd w Bużumburze zdawał sobie sprawę, że PALIPEHUTU wykorzystuje powrót tysięcy uchodźców Hutu z obozów w Tanzanii i innych państwach, aby infiltrować Burundi oraz przygotowywać akcje sabotażowe i terrorystyczne. W lipcu 1991 służby bezpieczeństwa aresztowały w Cibitoke co najmniej 77 Hutu podejrzewanych o przynależność do PALIPEHUTU, w tym 39 uchodźców, którzy powrócili niedawno z Tanzanii. Wszystkich zatrzymanych przewieziono do Bużumbury celem przesłuchania. Z kolei w październiku 1991 w stolicy oraz w prowincjach przeprowadzono zakrojoną na szeroką skalę akcję policyjną, w trakcie której masowo zatrzymywano prawdziwych i domniemanych sympatyków PALIPEHUTU. Nie wiadomo ile osób aresztowano w trakcie tej akcji, nie ma jednak wątpliwości, iż prowincjonalne siatki ugrupowania zostały w znacznej mierze rozbite, a ich członkowie zeszli do podziemia lub znaleźli się w więzieniach. W tej sytuacji przywódcy PALIPEHUTU podjęli decyzję o rozpoczęciu zbrojnego powstania.
W nocy 23 na 24 listopada 1991 bojówki PALIPEHUTU przypuściły serię skoordynowanych ataków na obiekty wojskowe i policyjne w prowincjach Cibitoke i Bubanza. Atakom towarzyszyły napady na cywilnych Tutsi. W gminie Mabayi w Cibitoke rebelianci zaatakowali kompanię spadochroniarzy, zabijając dwóch żołnierzy oraz raniąc jednego. W gminie Ndora, leżącej w tej samej prowincji, zaatakowali pododdział Brigade Mobile – zabijając przy okazji trzech cywilów Tutsi. Z kolei w pobliskiej gminie Gihanga napadnięto posterunek policji, zabijając dwóch funkcjonariuszy. Nieopodal Bubanza bojownicy PALIPEHUTU zamordowali radnego gminnego oraz starszą kobietę Tutsi. Tego pierwszego zamordowano przy tym w okrutny sposób – oprawcy schwytali młodego Tutsi, po czym wyłamawszy mu ramię zmusili go, aby udusił radnego. Wiadomo także, iż w gminie Murwi w Cibitoke zamordowano szesnastu nauczycieli Tutsi oraz wielu członków ich rodzin. Prawdopodobnie z rąk bojowników PALIPEHUTU zginęło łącznie kilkuset Tutsi.
Tej nocy walki wybuchły również w stołecznej Bużumburze. O ile jednak na prowincji bojownicy PALIPEHUTU byli stosunkowo słabo uzbrojeni, o tyle w stolicy dysponowali dużą ilością broni automatycznej, a nawet wozem opancerzonym i ciężkim karabinem maszynowym. Celem ich ataków stały się m.in. obiekty wojskowe w dzielnicy Musaga, a także jeden z posterunków policyjnych, gdzie zabito dwóch funkcjonariuszy oraz stróża nocnego. W pewnym momencie doszło także do strzelaniny między oddziałami armii rządowej. Władze ogłosiły później, iż grupa zwolenników obalonego prezydenta Bagazy, kierowana przez mężczyznę o nazwisku Budari, próbowała wykorzystać chaos spowodowany atakami bojowników PALIPEHUTU, aby przechwycić władzę w państwie. Budariego oraz siedmiu jego współspiskowców miano jakoby schwytać na gorącym uczynku, a następnie rozstrzelać w trybie doraźnym.
Rebelia została stosunkowo szybko stłumiona, a wojsko oraz specjalna jednostka policyjna (Brigade Spéciale de Recherches) przystąpiły natychmiast do rozprawy z wszystkimi prawdziwymi i domniemanymi zwolennikami PALIPEHUTU. Tym razem prezydent Buyoya nie pozwolił, aby represje całkowicie wymknęły się spod kontroli, jak to miało miejsce w Ntega i Marangara w sierpniu 1988. Z drugiej strony nie zdecydował się jednak poddać działań wojska i policji zbyt ścisłym rygorom, gdyż nie chciał ryzykować otwartego starcia z ekstremistami Tutsi – wciąż zachowującymi duże wpływy w strukturach siłowych. Z tego względu represje przybrały brutalny i całkowicie arbitralny charakter. Ich ofiarą padły setki niewinnych Hutu, których mordowano wyłącznie ze względu na pochodzenie etniczne. Masakrom nierzadko towarzyszyły rabunki i wymuszenia. Dla przykładu w gminie Muzinda pozwalano uciec schwytanym Hutu po zapłaceniu łapówki w wysokości 50 tys. burundyjskich franków dla każdego żołnierza. Zagraniczni eksperci badający przypadki naruszeń praw człowieka, do których doszło w Burundi jesienią 1991, przytaczali następujące przykłady zbrodni popełnionych przez rządową armię i służby bezpieczeństwa:
- w okolicach Kinazi w prowincji Muyinga miało zostać zamordowanych kilkuset Hutu.
- w miejscowości Kanyori oddział złożony z ok. 50 żołnierzy krążył do domu do domu, mordując Hutu i rabując ich własność. Z rąk żołnierzy zginąć miało blisko 200 mężczyzn, kobiet i dzieci.
- nieopodal Bukinanyana w prowincji Cibitoke policja aresztowała i zamordowała 50 Hutu oraz obrabowała ich domy. Między 25 listopada a 2 grudnia w tej okolicy miało zostać zamordowanych nawet do 600 Hutu.
- w gminie Mabayi w prowincji Cibitoke policja aresztowała od 60 do 70 mężczyzn Hutu – w tym wielu przypadkowo rannych w strzelaninie, która wywiązała się po ataku PALIPEHUTU. Zatrzymanych zaprowadzono na miejscowy posterunek, gdzie po przesłuchaniu zostali zamordowani przy użyciu bagnetów.
- w mieście Bubanza aresztowano 46 przedstawicieli inteligencji Hutu, głównie nauczycieli. Prawdopodobnie większość z nich została zamordowana.
- w gminie Muzinda w prowincji Bubanza grupa żołnierzy wtargnęła do domu Isidore Cizy, twierdząc, iż jest tam przechowywana broń. Przeszukanie nie potwierdziło tych oskarżeń, lecz mimo to żołnierze zgromadzili wszystkich członków rodziny w jednym pomieszczeniu, po czym obrzucili ich granatami. Na miejscu zginęło siedem osób, w tym czworo dzieci w wieku od 8 miesięcy do 6 lat.
- w katolickiej szkole z internatem w Kanyosha nieopodal Bużumbury żołnierze rozstrzelali 11 osób, w większości pracowników rolnych zamieszkujących w pobliskim budynku.

Nie wiadomo jak wiele ofiar pochłonęły masakry z jesieni 1991 roku. Na pewno liczba ofiar była większa, niż podawana przez rząd liczba 551 zabitych. Amnesty International w swym raporcie z maja 1992 oszacowała liczbę zamordowanych na około tysiąc. Z kolei Brigitte Erler i Filip Reyntjens – autorzy opublikowanego w 1992 raportu pt. Les évènements de Novembre-Décembre 1991 au Burundi: Rapport d’une enquête – szacowali, że ofiarą masakr padło ponad 3 tysiące mężczyzn, kobiet i dzieci (głównie Hutu).

## Konsekwencje polityczne
Masakry z listopada i grudnia 1991 bez wątpienia stanowiły silny cios dla kampanii prowadzonej przez Buyoyę na rzecz „narodowej jedności”. Powszechne oburzenie wzbudziła brutalność armii i służb bezpieczeństwa. Niemniej kryzys ten nie zatrzymał procesu demokratyzacji, co więcej, przyczynił się do osłabienia ekstremistów z obu grup etnicznych. Po klęsce z jesieni 1991 PALIPEHUTU nie stwarzało już większego zagrożenia dla stabilności Burundi, gdyż struktury organizacji uległy rozbiciu, a brutalne represje spowodowane nieprzemyślaną rebelią zmniejszyły znacząco poparcie, którym cieszyła się wśród Hutu. Zmniejszyły się jednocześnie wpływy ekstremistów Tutsi w siłach zbrojnych. Pucz Budariego został bowiem stłumiony w zarodku, a w marcu 1992 aresztowano jeszcze ponad 100 oficerów i żołnierzy oskarżonych o przygotowywanie zamachu stanu. Zatrzymano wówczas także wielu ważnych polityków i urzędników z radykalnej frakcji Tutsi, w tym Cypriena Mbonimpę (ministra spraw zagranicznych) oraz Charlesa Kazatsę (ministra spraw wewnętrznych w rządzie prezydenta Bagazy).
W marcu 1992 uchwalona została nowa konstytucja, przywracająca system wielopartyjny i rządy prawa, a także gwarantująca obywatelom podstawowe prawa człowieka. Miesiąc później powołano nowy rząd, w którym Hutu objęli połowę stanowisk ministerialnych. Ukoronowaniem procesu demokratyzacji stały się wolne wybory prezydenckie w czerwcu 1993 roku, w których zwyciężył kandydat umiarkowanej opozycji Hutu – Melchior Ndadaye.